# Moto Hagio
Moto Hagio (萩尾望都, Hagio Mōto) és una dibuixant de manga shōjo, nascuda el 12 de maig de 1949 en Ōmuta, Fukuoka.
Debutà als 20 anys amb Lulu to Mimi, sent les seves principals influències autors de la residència Tokiwa-sō com Tezuka, Mizuno o Ishinomori, a més d'altres com Masako Watanabe.
A pesar de ser considerada una de les creadores del shōnen ai, en la seva obra ha tractat una gran varietat de temes, des de la ciència-ficció i el misteri fins a les comèdies romàntiques.
Forma part del dit Grup del 24.
Dintre de la seva prolífica producció, mereixen esmentar-se Pō no Ichizoku ("La família Poe", 1972-1976 en Shōjo Comic), 11nin iru! ("Són onze!", 1975 en Bessatsu Shōjo Comic), Thomas no shinzō ("El cor de Thomas", 1973-1976 en Shōjo Comic) i, més recentment, Zankoku na kami ga shihai suru ("Un Déu cruel governa els cels", 1992-2001 en Petit Flower), que tracta l'abús paternal i l'homosexualitat.
El manga 11-nin Iru! ha estat el primer manga d'aquesta autora que ha estat publicat a Espanya per l'editorial Tomodomo al 2016, tot i que ja havia estat distribuïda i emesa la pel·lícula anime per Jonu Media.
En l'actualitat Hagio viu a Saitama.